# Casa da Memória
A Casa da Memória foi criada em 1984 após a aquisição da casa, que serviu como residência do coveiro do antigo Cemitério Protestante, conhecido como Cemitério do Imigrante de Joinville. A instituição tem como objetivo promover reflexões a respeito das memórias do município e da importância da preservação do patrimônio cemiterial. Esta unidade é administrada diretamente pela Gerência de Patrimônio Cultural. 

Patrimônio tombado desde 1962 pelo Instituto do Patrimônio Histórico e Artístico Nacional (Iphan), o Cemitério do Imigrante teve a localização determinada pela Companhia Colonizadora de Hamburgo na rua XV de Novembro. O primeiro sepultamento ocorreu em dezembro de 1851, sendo que o cemitério funcionou até o ano de 1913. Nele constam cerca de 490 sepulturas, embora o número de sepultados supere os 2 mil, entre imigrantes e seus descendentes, luso-brasileiros e afrodescendentes que colonizaram a região.